# Robert Van Lancker
Robert Van Lancker (efternamnet ibland sammaskrivet till Vanlancker), född den 11 december 1946 i Grâce-Berleur, är en belgisk tidigare bancyklist som blev världsmästare i sprint 1972 och 1973, efter att ha blivit europamästare 1971. Som amatör deltog han i Olympiska spelen i Mexico City 1968 där han tog en bronsmedalj i tandem tillsammans med Daniel Goens (han deltog även i sprint, men gick inte vidare till kvartsfinal), varefter han blev professionell och som sådan vann han även Montréals sexdagars 1973 (med Ferdinand Bracke som partner) och tog sex belgiska sprinttitlar (plus en i tandem).

## Meriter – bana

### Amatör
1967
 Belgisk mästare i tandem med Daniel Goens
 3:a i tandem med Daniel Goens vid Världsmästerskapen
1968
 Belgisk mästare i sprint
 Belgisk mästare i tandem med Daniel Goens
 2:a i tandem med Daniel Goens vid Världsmästerskapen
 3:a i tandem med Daniel Goens vid Olympiska spelen
 3:a i sprint vid Världsmästerskapen

### Professionell
| 1969 2:a i sprint 1971 2:a i sprint 1972 Världsmästare i sprint 1973 Världsmästare i sprint 1974 3:a i sprint 1970/1971 3:a i sprint 1971/1972 Europamästare i sprint 1975/1976 2:a i sprint 1973/1974 Vinnare av Montréals sexdagars med Ferdinand Bracke | 1969 2:a i sprint 1970 Belgisk mästare i sprint Belgisk mästare i tandem (med Daniel Goens?) 1971 Belgisk mästare i sprint 1972 Belgisk mästare i sprint 1973 Belgisk mästare i sprint 1974 Belgisk mästare i sprint 1975 2:a i sprint 1976 Belgisk mästare i sprint |

## Meriter – landsväg
| 1971 2:a i GP Frans Verbeeck | 1972 4:a i Ronde van Limburg |